# Juan José Ibarretxe Markuartu
Juan José Ibarretxe Markuartu (Laudio, 15 de març de 1957) és un polític basc. Membre i dirigent del Partit Nacionalista Basc (EAJ/PNV), ha estat alcalde de Laudio, procurador de les Juntes Generals d'Àlaba, vicelehendakari i lehendakari (president) d'Euskadi des del 2 de gener de 1999 fins al 5 de maig de 2009.
Llicenciat en Ciències Econòmiques per la Universitat del País Basc. Afeccionat al ciclisme. Casat amb Begoña Arregi, amb qui té dues filles.
Aquest polític ha tingut influència política al Principat de Catalunya protagonitzant conferències sobre el Dret a l'Autodeterminació d'Euskadi i el dret a decidir dels pobles.

## Recorregut polític
Ibarretxe va començar la seva carrera política el 1979 afiliant-se al Partit Nacionalista Basc (EAJ-PNB). Després de quatre anys de militància, el PNB el va presentar com a candidat a l'alcaldia de Laudio en les eleccions municipals de 1983, les segones de la democràcia. Va obtenir un 31,5% dels vots. Va accedir a l'alcaldia, sense disposar el PNB de majoria absoluta (7 regidors de 21 membres de la corporació municipal), càrrec que va ocupar fins 1987.
Ibarretxe va compaginar el seu càrrec d'alcalde amb la seva presència a les Juntes Generals d'Àlaba (on va ser procurador entre 1983 i 1994, i president entre 1986 i 1991) i al Parlament Basc, pel qual va ser elegit membre el 1984.
Dos anys després del seu accés al Parlament Basc va ser nomenat president de la Comissió d'Economia i Pressupostos, responsabilitat que va exercir durant tres legislatures, fins al 4 de gener de 1995, quan, després de les eleccions autonòmiques, José Antonio Ardanza el va nomenar Vicelehendakari del seu govern i conseller d'Hisenda i Administració Pública.

### La il·legalització de l'esquerra abertzale

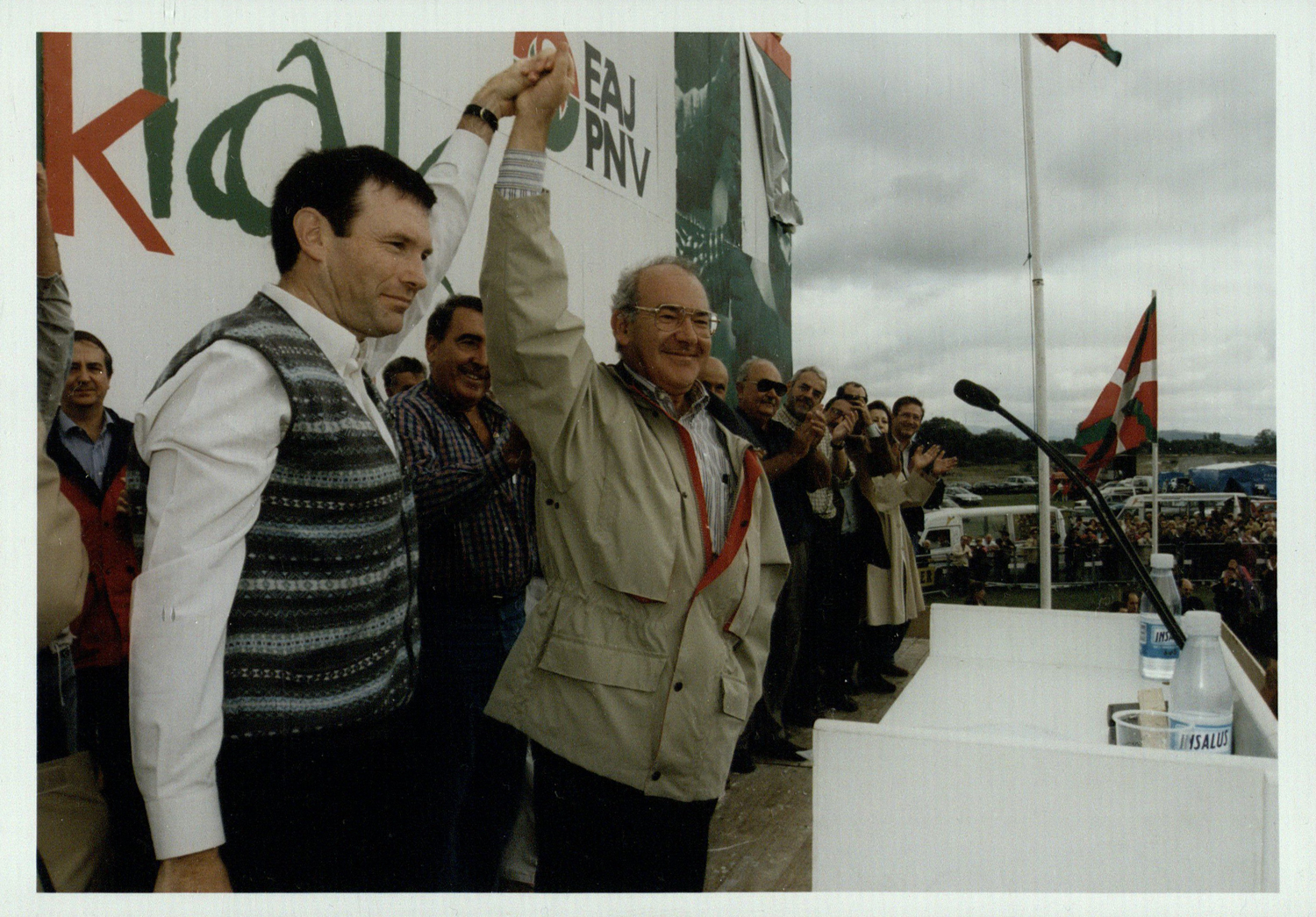
Juan Jose Ibarretxe i Jose Antonio Ardanza a l'Alderdi Eguna de 1998. L'any següent, Ardanza va acabar la seva tercera legislatura com a president i va donar el seu testimoni a Ibarretxe.

El juny de l'any 1998 el jutjat d'instrucció número 5 de l'Audiència Nacional d'Espanya va emprendre el Sumari 18/98, una persecució de l'«entramat d'ETA» sota la consigna de todo es ETA, amb què perseguia la desarticulació de persones i entitats que es considerava que donaven suport econòmic o difonien les directrius estratègiques de l'organització armada. La vista va durar setze mesos i va ser la més llarga celebrada fins aquell moment contra l'independentisme basc i va consolidar la concepció de l'existència d'un «terrorisme sense armes o terrorisme pacífic» sense una sola referència a atemptats, ni a armes o explosius, ni a actuacions violentes de cap tipus. Vuit empreses privades i l'Alfabetatze eta Euskalduntze Koordinakundea, l'associació per l'ensenyament de l'èuscar, van ser intervingudes judicialment, s'il·legalitzaren les entitats polítiques Koordinadora Abertzale Sozialista, Ekin i Xaki, i es clausuraren dos mitjans de comunicació, el diari Egin i l'emissora Egin Irratia. També va ser detingut el periodista Pepe Rei i va ser clausurada la revista Ardi Beltza, sota l'acusació que l'activitat de la revista era facilitar la selecció d'objectius per a ETA.

### Lehendakaritza
La signatura del Pacte de Lizarra fou respost per Euskadi Ta Askatasuna (ETA) amb la declaració d'una treva indefinida i a un govern autònom de coalició format el 2 de gener de 1999 per Partit Nacionalista Basc i Eusko Alkartasuna guiat per Juan José Ibarretxe i recolzat externament, per primera vegada, per Euskal Herritarrok (EH), la nova coalició electoral de l'esquerra abertzale.
ETA va trencar l'alto el foc el 27 de novembre de 1999, acusant el PNB i EA d'haver incomplert un suposat acord, negat pels responsables del PNB i EA, al qual haurien arribat el juny del 1998, abans de la signatura del Pacte de Lizarra. El 21 de gener de 2000, ETA va fer explotar un cotxe bomba a Madrid que va causar la mort del militar Pedro Antonio Blanco, obligant Ibarretxe a deixar en suspens el pacte de legislatura amb Euskal Herritarrok, i fou trencat definitivament després de l'assassinat del socialista Fernando Buesa i la seva escorta, l'ertzaina Jorge Díez el 22 de febrer del 2000.
El trencament de l'acord parlamentari amb Euskal Herritarrok, que va abandonar el parlament al setembre anunciant que només tornaria en ocasions puntuals va deixar el govern PNB-EA en minoria parlamentària. Després de diversos mesos de precarietat parlamentària, a causa de l'activa oposició de socialistes i populars i de la impossibilitat d'aprovar lleis per l'absència de suports parlamentaris, el lehendakari va anunciar eleccions anticipades per al 13 de maig del 2001, donant per acabada la legislatura més curta del Parlament basc des de l'arribada de la democràcia, amb alts graus de crispació política i una renovada ofensiva d'ETA.

### Segona legislatura

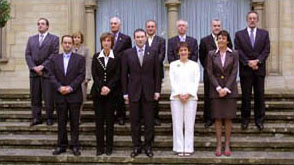
Setè govern Basc

A les Eleccions al Parlament Basc de 2001 el PNB es va presentar en coalició amb EA amb un programa obertament sobiranista de superació dels marcs estatutari i constitucional i favorable a l'autodeterminació obtenint el 42,7 % dels vots i 33 escons, i el Partit Popular liderat per Jaime Mayor Oreja, i el PSE-EE de Nicolás Redondo Terreros van proposar un discurs comú en defensa de la Constitució i de l'Estatut com a marc insubstituïble per acabar amb el problema terrorista creient que podien desallotjar el nacionalisme de la presidència del País Basc, però només van aconseguir 19 i 13 escons. Després de la ruptura de la treva d'ETA, l'esquerra abertzale, representada per Euskal Herritarrok, va perdre 7 dels 14 escons. Ezker Batua va obtenir tres escons.
Ibarretxe va ser investit Lendakari el 12 de juny del 2001, en segona votació, amb el suport de la coalició PNB-EA, i EB. El govern, que va començar amb consellers únicament del PNB i EA va ser ampliat amb un conseller d'EB, Javier Madrazo, el setembre del 2001. La il·legalització de Batasuna el 17 de març de 2003 en aplicació de la Llei de Partits espanyola, en què s'havia refundat Euskal Herritarrok el juny del 2001, i les pressions del govern central en mans del PP van fer que els últims anys d'aquest govern fossin difícils en no disposar de majoria absoluta tot i ser majoritari.

#### Pla Ibarretxe
En compliment del seu programa electoral, el Govern Basc va proposar una reforma de l'estatut d'autonomia del País Basc, amb el nom de Proposta d'Estatut Polític de la Comunitat d'Euskadi, més conegut pel nom del seu promotor: Pla Ibarretxe.
El Pla Ibarretxe, amb una proposta sobiranista basada en la «lliure associació» entre el País Basc i Espanya, la sobirania compartida i el dret d'autodeterminació, es presentava com una tercera via entre les postures denominades constitucionalistes del Partit Popular i el PSE-EE (PSOE) i l'independentisme d'EH i ETA. La proposta es definia com una «proposta de pacte polític que es materialitza en un nou model de relació amb l'Estat espanyol, basat en la lliure associació i compatible amb les possibilitats de desenvolupament d'un estat compost, plurinacional i asimètric», la qual desbordava el marc constitucional tal com existia en aquest moment, en plantejar la creació d'un nou marc jurídic en el qual la pràctica totalitat de les competències estarien en mans de les institucions del País Basc, deixant a l'Estat espanyol unes funcions merament residuals les principals forces polítiques espanyoles van considerar que el pla violava tant en els procediments, com en els continguts, el marc de la Constitució Espanyola. Per poder entrar en vigor, la proposta, en ser una reforma d'un estatut d'autonomia, havia de ser aprovada per majoria absoluta al Parlament Basc i posteriorment ser admesa a tràmit al Congrés dels Diputats d'Espanya, per després ser tramitat en el propi Congrés i al Senat per llei orgànica. Ibarretxe també va declarar que, en cas que la proposta fos paralitzada en les Corts Generals espanyoles, convocaria un referèndum al País Basc perquè els bascos poguessin decidir el seu futur.
Com a resposta, el 28 de novembre de 2003, el govern de José María Aznar va aprovar afegir al Codi Penal un article pel qual es considerava un delicte castigat amb penes d'entre tres a cinc anys de presó i entre sis a deu anys d'inhabilitació absoluta el que un càrrec públic convoqués eleccions o referèndums sense l'autorització de les Corts. La reforma va ser tramitada ràpidament i aprovada com una esmena del Partit Popular a la Llei Orgànica d'Arbitratge, amb els únics vots a favor del PP. La resta del grups parlamentaris del Congrés dels Diputats es van abstenir. La reforma va entrar en vigor el 23 de desembre.
El Pla Ibarretxe va passar el primer tràmit, sent aprovat per majoria absoluta (39 vots de 75) al Parlament Basc el 30 de desembre de 2004, amb els vots a favor dels partits que componien el govern tripartit (36 escons) i 3 dels 6 parlamentaris de Sozialista Abertzaleak (SA), els hereus de la il·legalitzada Batasuna (els altres tres van votar en contra, el setè, Josu Urrutikoetxea, es trobava fugit de la justícia). Els vots favorables de SA, així com la seva acceptació per part d'Ibarretxe van ser molt criticats, ja que el propi Lehendakari havia expressat anteriorment que prescindiria dels vots de SA per a l'aprovació del Pla.
Superat el tràmit al Parlament Basc, la proposta va ser enviada al Congrés dels Diputats per ser admesa a tràmit, enfrontant-hi a l'oposició tant del nou govern socialista de José Luis Rodríguez Zapatero com a la del Partit Popular. El mateix Ibarretxe va defensar la proposta al Congrés, 23 sense aconseguir que en la votació realitzada l'1 de febrer de 2005, la proposta fos àmpliament derrotada, per 313 vots en contra (PSOE, PP, Esquerra Unida, Coalició Canària i Chunta Aragonesista), 29 a favor (PNB, EA, Nafarroa Bai, CiU, ERC i BNG) i 2 abstencions (IC-V).
El rebuig del Congrés de Diputats va portar al Lehendakari Ibarretxe a convocar eleccions pel 17 de abril de 2005, amb la intenció que es tractés d'un vot plebiscitari amb relació a la proposta.

### Tercera legislatura
A les eleccions al Parlament Basc de 2005 el PNB i EA es van presentar en coalició per segona vegada consecutiva amb la defensa del Pla Ibarretxe com a punt central de la campanya. Encara que va ser la més votada als tres territoris, la coalició va perdre quatre escons. El Partit Popular va ser desplaçat com a segona força basca pel PSE-EE. La campanya política fou protagonitzada per la il·legalització de Batasuna que va rebre el suport del fins aleshores desconegut Partit Comunista de les Terres Basques, que va ocupar el seu espai polític. Aralar, una escissió d'Herri Batasuna contraria a la violència de ETA, va aconseguir un escó.
La legislatura va estar marcada pel procés de negociació entre el Govern espanyol i ETA per aconseguir la fi de la violència i la dissolució de l'organització terrorista. El PNB va adoptar un perfil discret de suport al Govern espanyol protagonitzat pel president de l'Euzkadi Buru Batzar, Josu Jon Imaz i no al Lehendakari Ibarretxe. Després de la declaració de treva per part d'ETA, Juan José Ibarretxe va demanar la derogació de la Llei de Partits espanyola, alhora que va dur a terme una roda de contactes amb tots els partits bascos incloent la il·legalitzada Batasuna, amb els representants del qual Arnaldo Otegi, Juan José Petrikorena i Pernando Barrena es va reunir el 19 d'abril al Palau d'Ajuria Enea, seu del Govern Basc, i per aquesta raó tant ell com els socialistes Patxi López i Rodolfo Ares foren encausats per desobediència, sent la causa arxivada l'11 de gener de 2009 en virtut de la doctrina Botin. Les converses entre els partits van portar a l'acord de Loiola, que promouria la creació d'un òrgan institucional comú per al País Basc i Navarra, però el pacte no es va ratificar.
Al setembre de 2007 Ibarretxe va anunciar el que va denominar el nou full de ruta, però les converses entre el lehendakari i el Govern socialista de José Luis Rodríguez Zapatero no van arribar a cap acord, per la qual cosa el 27 de juny de 2008 el Parlament Basc va aprovar una consulta sobre l'estatus polític de la comunitat autònoma del País Basc, que fou impugnada pel govern espanyol davant el Tribunal Constitucional, sent finalment anul·lada atès que les comunitats autònomes no en tenen competència, que és exclusiva de l'estat.

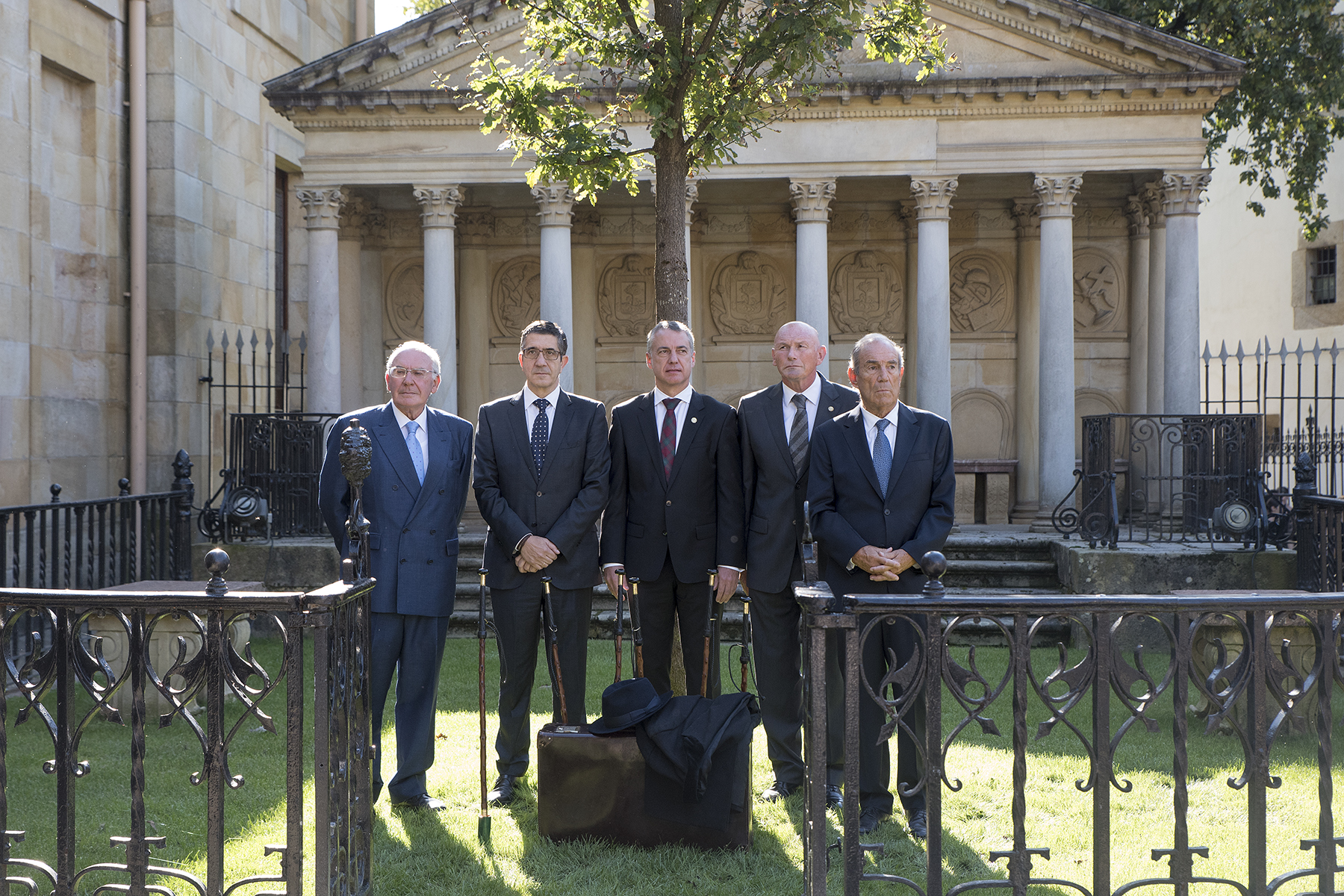
Els cinc lehendakaris vius (Ardanza, López, Urkullu, Ibarretxe i Garaikoetxea) celebraven el 80è aniversari del primer govern basc de 1936

### Eleccions de 2009
A les eleccions al Parlament Basc de 2009 l'esquerra abertzale, il·legalitzada, no va poder concórrer a les eleccions i va demanar el vot nul, i Juan José Ibarretxe fou de nou el candidat jelzale a lehendakari obtenint 30 diputats, amb prop de 400.000 vots (38,56 %). Tot i ser el partit més votat i amb més escons, és el Partit Socialista d'Euskadi el que arriba a la lehendakaritza amb el suport del Partit Popular i Unió Progrés i Democràcia, que van donar a Patxi López la majoria absoluta.
Ibarretxe va anunciar la seva retirada de l'activitat política el 5 de maig de 2009, en ple debat d'investidura de Patxi López com a Lehendakari.